# Ulica Podwale w Krakowie
Ulica Podwale – ulica w Krakowie, w dzielnicy I Stare Miasto pomiędzy Starym Miastem a Piaskiem. Jest częścią I Obwodnicy. Została wytyczona wzdłuż dawnych murów obronnych. Dominuje wokół niej zabudowa z XIX wieku.
W XVIII w. na terenie ograniczonym dzisiejszymi ulicami Podwale, Kapucyńską, Loretańską i Krupniczą znajdował się otoczony murem obszerny ogród, w którym stał dwór Wodzickich. Ta okazała budowla została wzniesiona w początkach XVIII w. prawdopodobnie według projektu architekta Kacpra Bażanki. Przebudowa dworu miała miejsce ok. roku 1877. We dworze Wodzickich Tadeusz Kościuszko spędził poprzedzającą przysięgę na krakowskim rynku noc z 23 na 24 marca 1794 r., korzystając z gościny generała dywizji krakowskiej Józefa Wodzickiego. Przysięga ta oficjalnie zapoczątkowała insurekcję kościuszkowską.
Ostatnim właścicielem dworu był adwokat Józef Rettinger, który w 1893 r. budynek zburzył, a otaczający go ogród podzielił na parcele budowlane pod zabudowę czynszową. Z dawnego założenia pałacowo-parkowego ocalała jedynie tzw. Baszta Kościuszki, która stanowiła bramę wjazdową na teren posiadłości Wodzickich. Był to niewielki budynek murowany, wzniesiony przypuszczalnie jeszcze w XVI w. W dolnej części baszty znajdował się przejazd, a na piętrze mieszkanie dla dozorcy.
W roku 1893 środkiem dawnego ogrodu poprowadzono ul. Studencką. Baszta Kościuszki znalazła się na rogu nowej ulicy i ul. Podwale, hamując rozwój dochodowego budownictwa czynszowego. W roku 1909, wbrew opinii konserwatorów zabytków i ku powszechnemu oburzeniu krakowian, owiany legendą Naczelnika budynek został w ciągu jednej nocy potajemnie rozebrany. Dokonał tego późniejszy prezydent Krakowa Jan Kanty Federowicz, ówczesny właściciel narożnej parceli i stojącej na niej baszty. W roku 1911 zaczęto w tym miejscu (ul. Studencka 1 / ul. Podwale 4) wznosić stojącą tam do dziś kamienicę czynszową.
W budynku numer 6 znajduje się księgarnia.

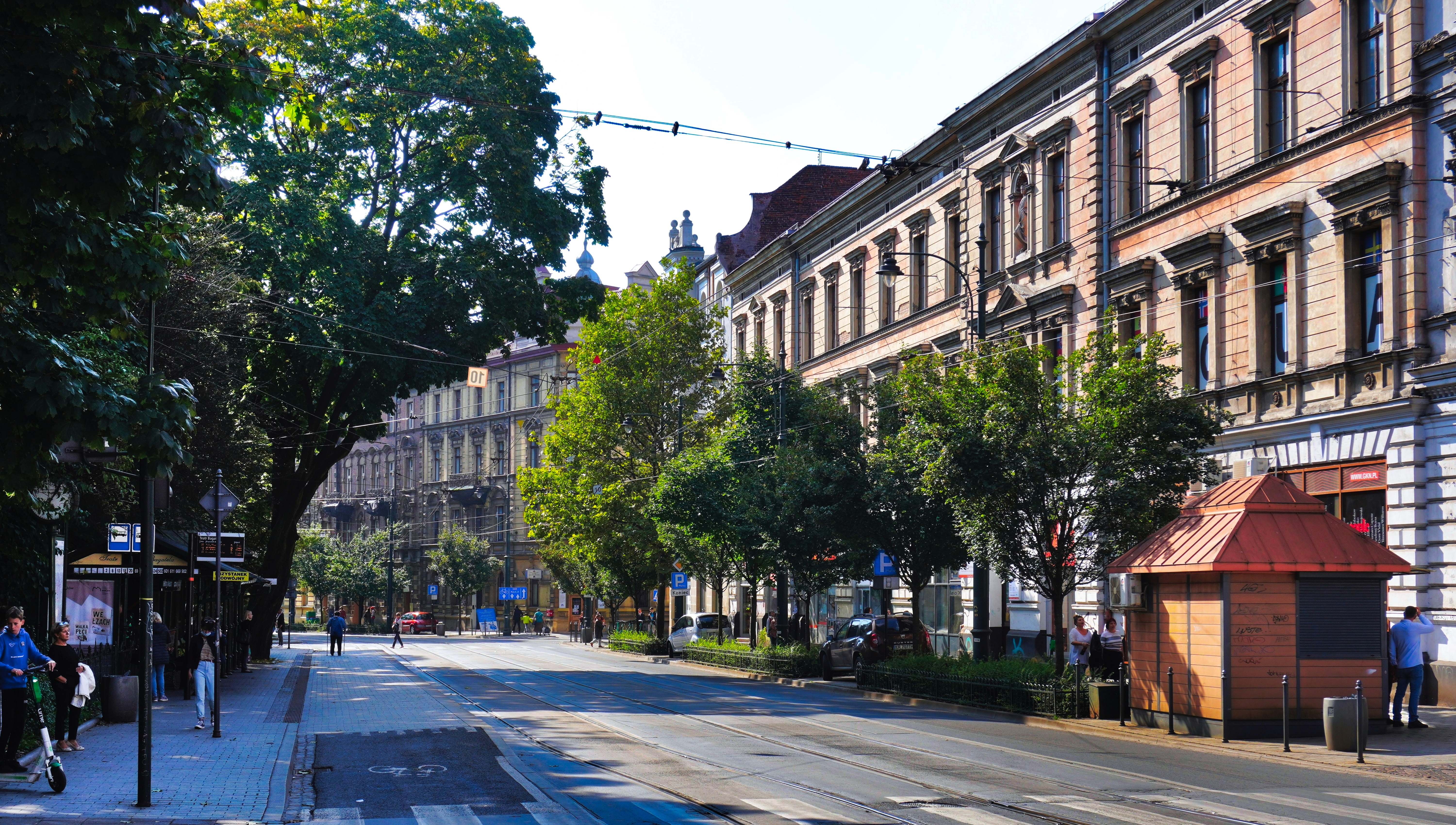
Widok ulicy od skrzyżowania z ul. Karmelicką
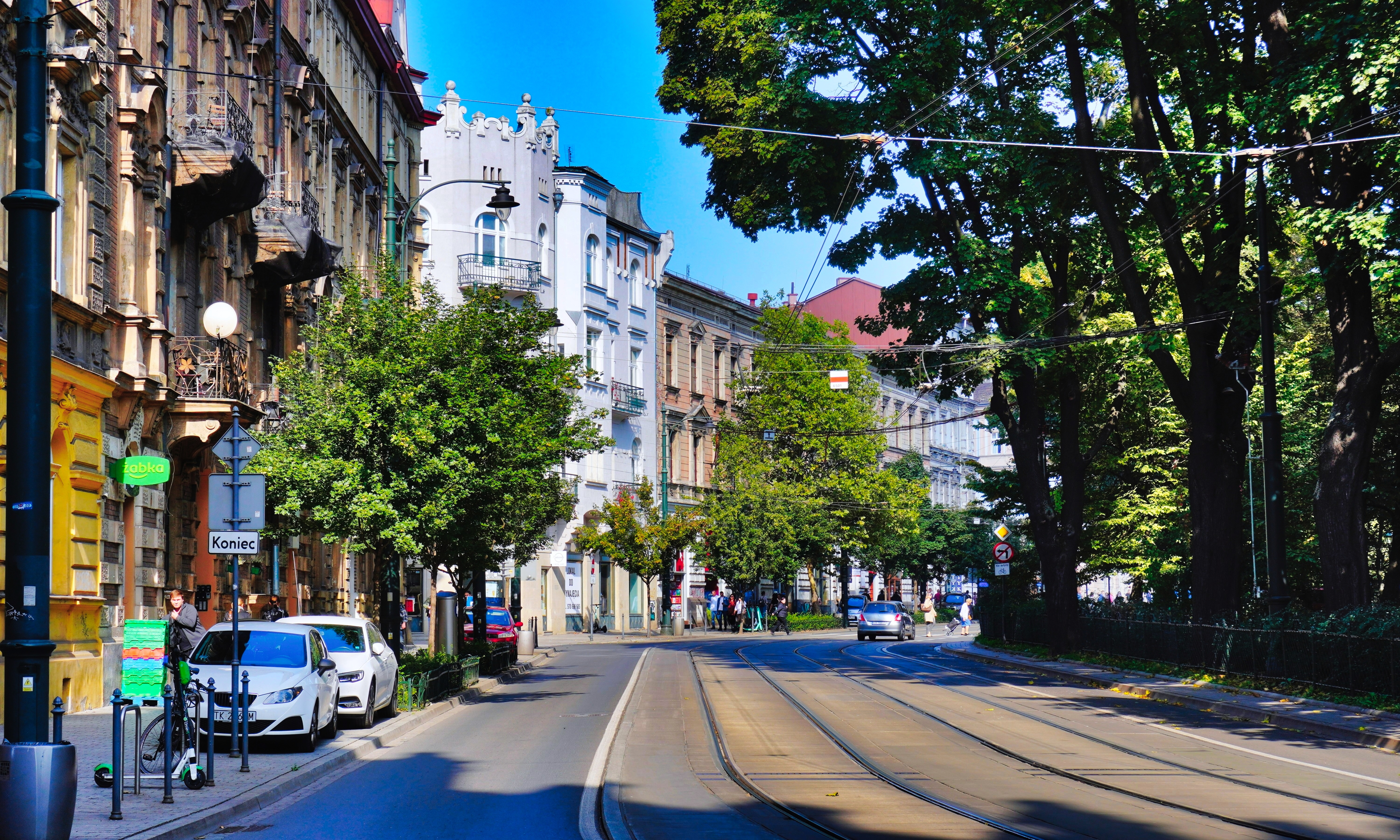
Widok ulicy od skrzyżowania z ul. Kapucyńską
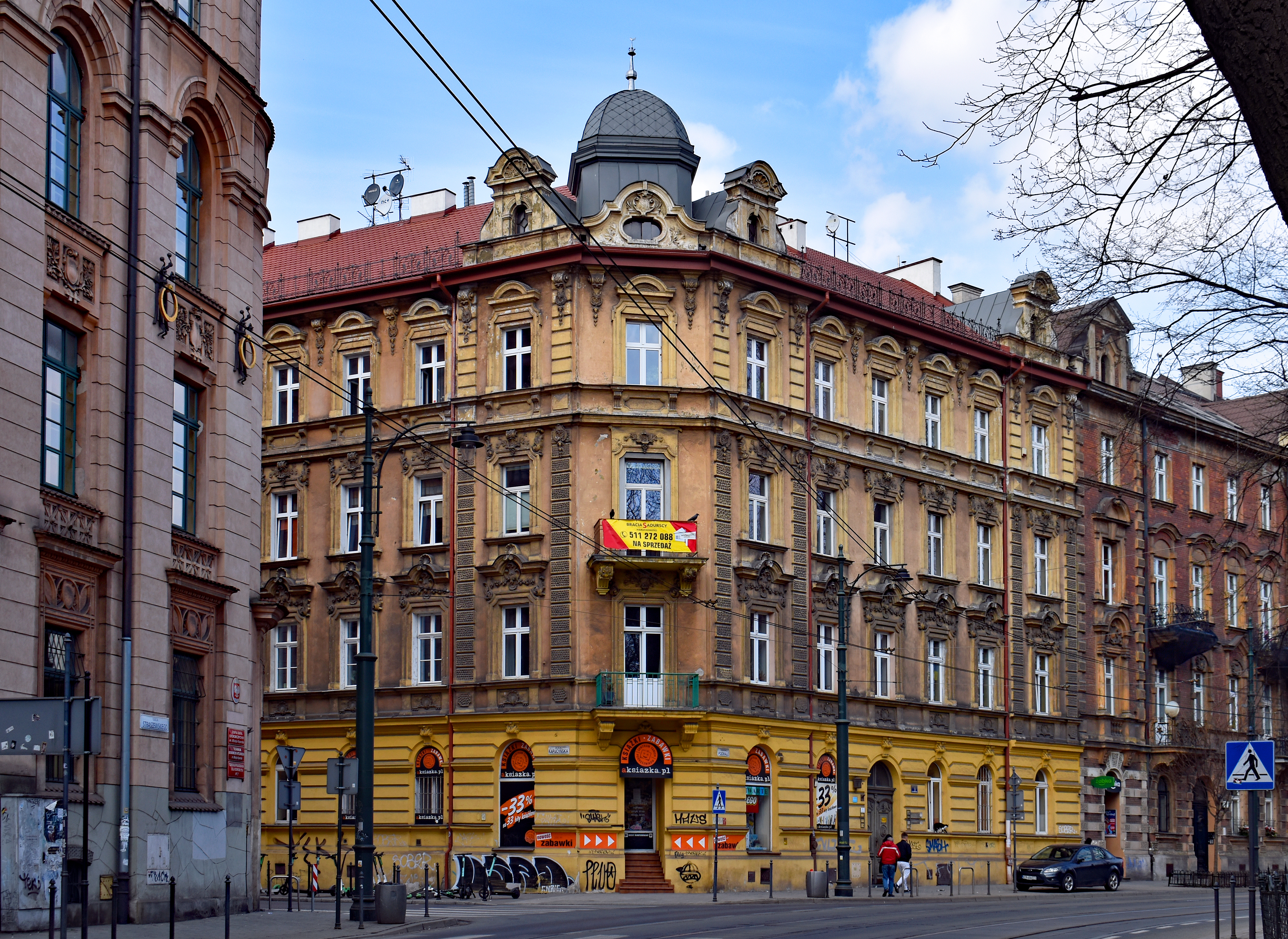
ul. Podwale 1 (ul. Kapucyńska 1) Kamienica czynszowa (1893)
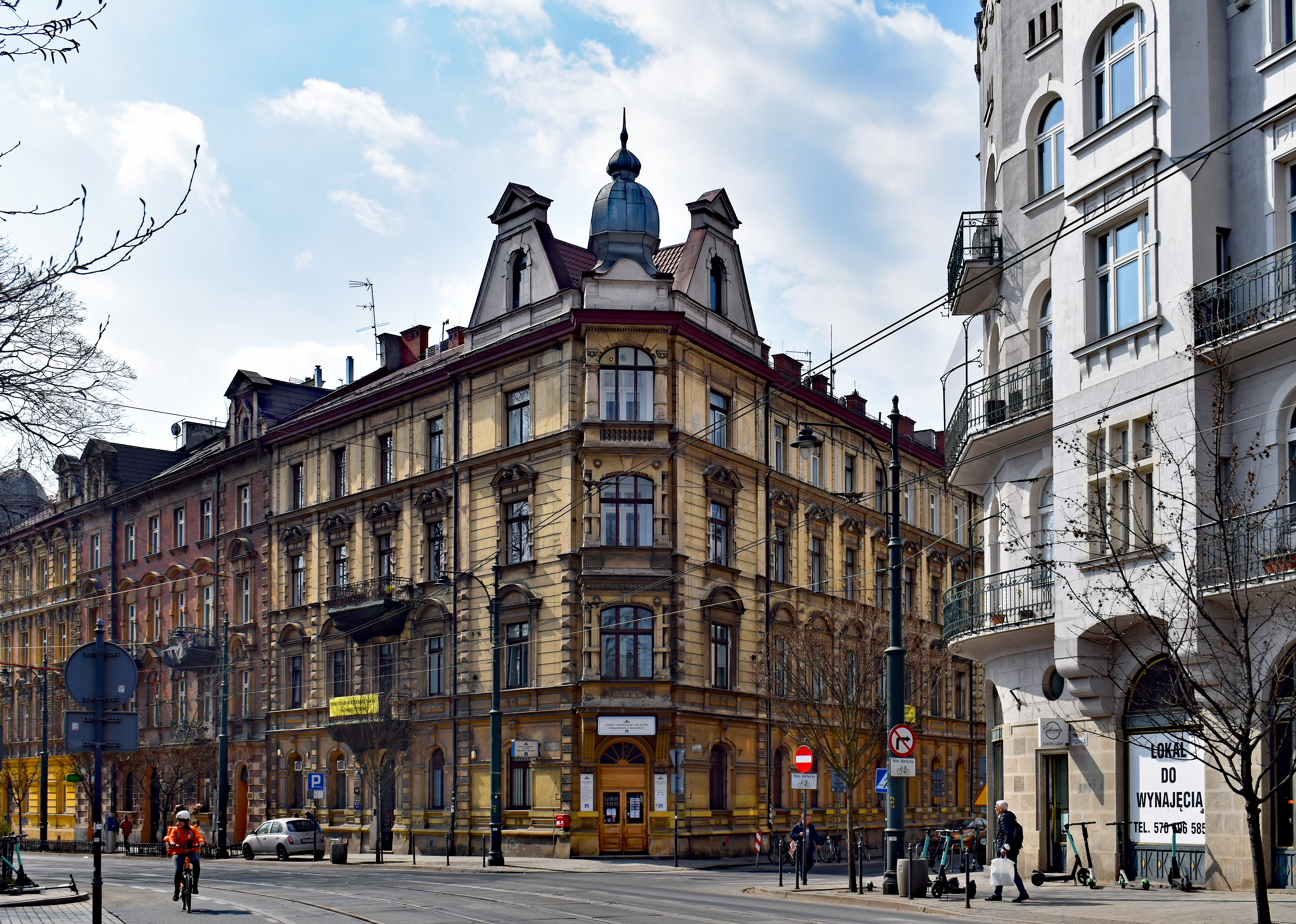
ul. Podwale 3 (ul. Studencka 2) Kamienica czynszowa, proj. Aleksander Biborski (1898)
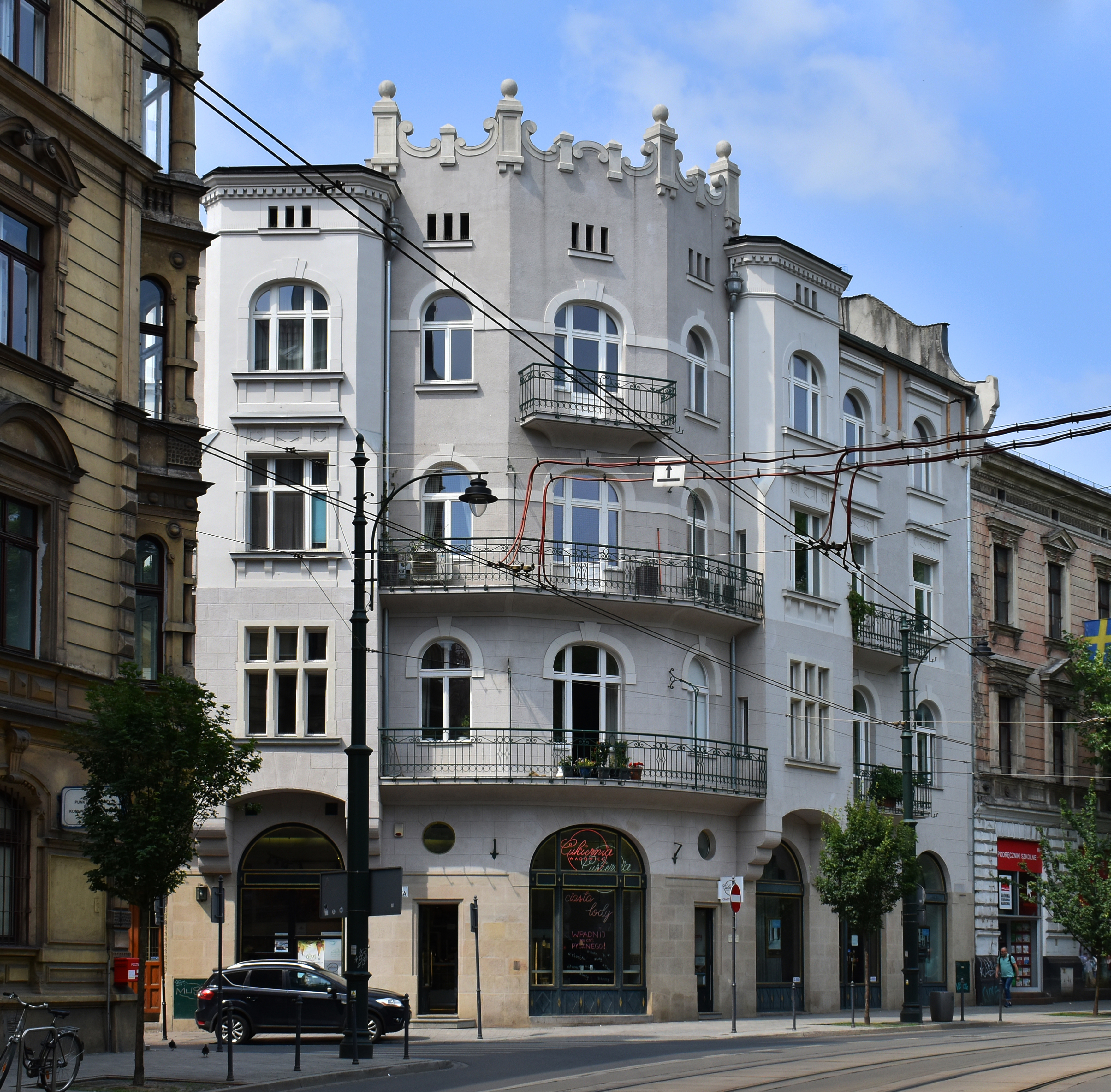
ul. Podwale 4 (ul. Studencka 1) Kamienica Federowicza, powstała na miejscu tzw. baszty Kościuszki, proj. Teodor Hoffmann (1912)
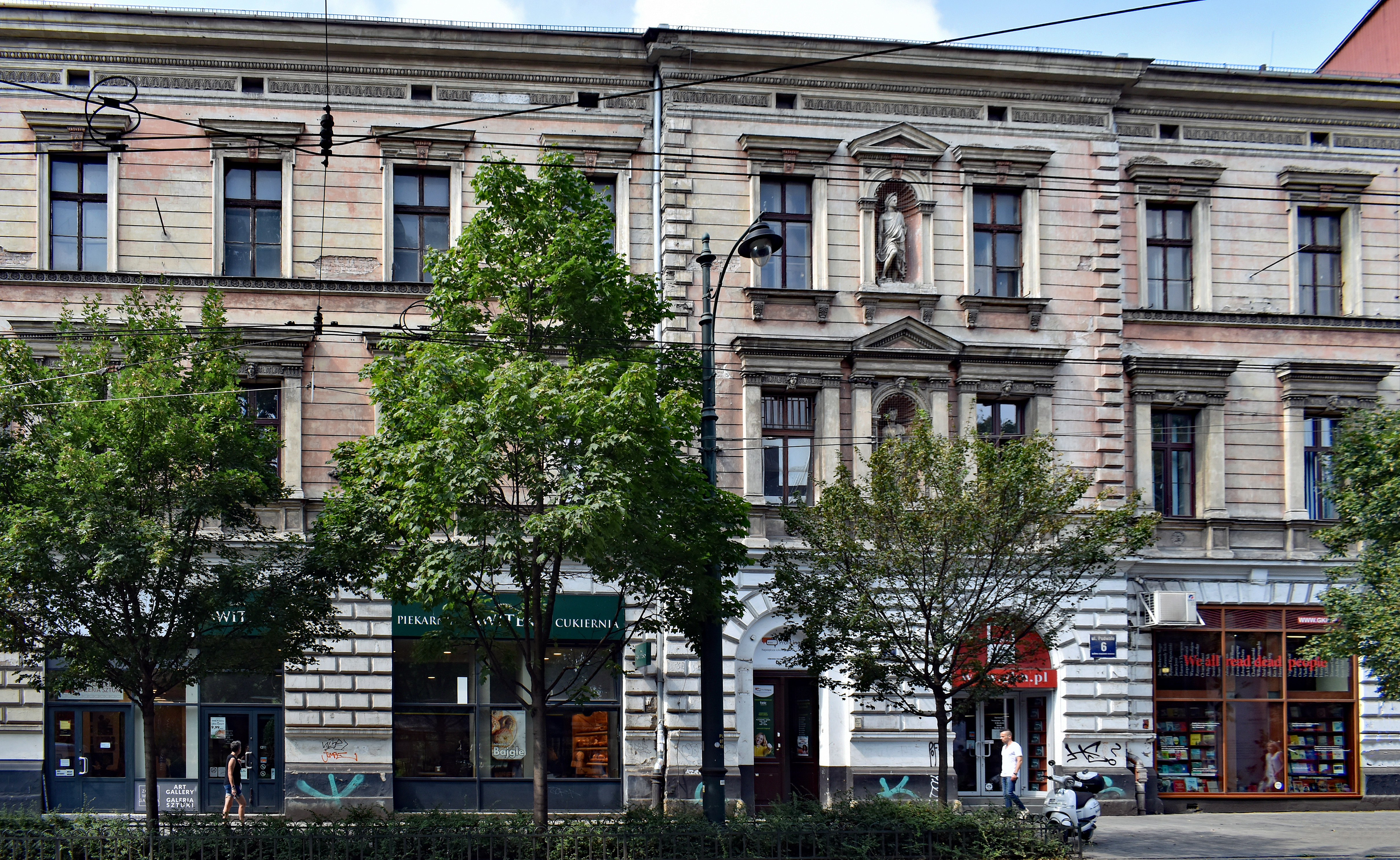
ul. Podwale 5-6 Budynek dawnego  seminarium żeńskiego
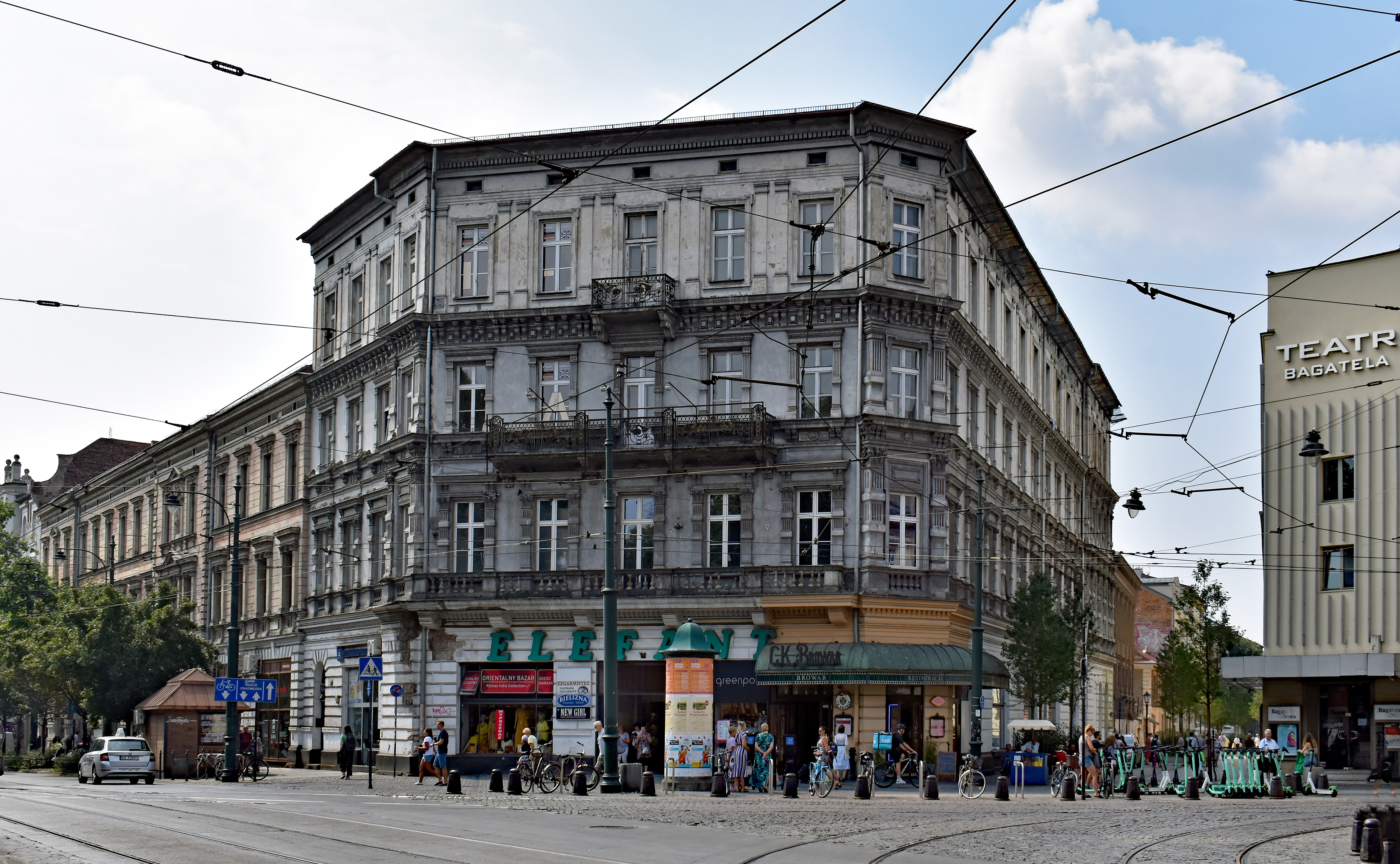
ul. Podwale 7 Kamienica, proj. Ludwik Beym (1872)